# 白冰 (演员)
白冰（1986年5月2日—），本名陈东，后经紀公司英皇星艺取了艺名白冰，女，陕西省西安市人，西北政法大学国际法2004级专业毕业。2006年参加《梦想中国》节目后签约英皇星艺进入演艺圈，出道之初曾因为长的像韩国女星金喜善而被媒体称作“小金喜善”。与韩雪、甘薇、景甜被媒体称为「京城四美」。

## 生平
陈东在西北政法大学二年级的时候，经学姐的报名参加了中国中央电视台举办的《梦想中国》演艺比赛。在比赛中她最终进入了8强，而且被娱乐经纪公司英皇星艺相中，并于2006年7月26日正式签约从而开始了自己的演艺生涯，此后使用艺名（白冰）。
2007年，白冰参加了红楼梦中人选秀活动，进入了全国前10名，并作为宝钗组二号候选人參演了李少红执导的《新版红楼梦》，在剧中出演薛宝钗（大宝钗）。同时她也开始接拍了一些影视剧如电影《爱情呼叫转移》、电视剧《让梦想走向阳光》等，有了一些知名度。
2010年，随着电视剧《神话》在央视和各地方台的播出，作为女一号的白冰也得到了更多的关注。白冰也有不少机会参与电影大片的拍摄，但多为一些配角，并不起眼。
2013年11月，宣布和男模丁一結婚並已經懷孕。2014年4月22日，顺利產下女兒，女兒小名叫「一一」。白冰參與2020年的綜藝節目《乘風破浪的姐姐》自曝几年前已离婚；在2021年戀綜怦然再心動中，透露丁一酒後失控讓她對男人發酒瘋產生陰影。2020年，白冰作为选手参加了女团选拔节目《乘风破浪的姐姐》。

## 学历
- 郑州铁路局西安铁路分局西安第一职工子弟中学（现名西安市铁一中学）（1998-2001年）
- 西安市第一中学（2001-2004年）
- 西北政法大学国际法专业（2004-2008年）

## 影视作品

### 电视剧
| 首播年份 | 剧名                   | 角色         | 备注                        |
| 2007年   | 《让梦想走向阳光》     | 亚楠         |                             |
| 2007年   | 《真情人生之孝女情怀》 | 涓子         |                             |
| 2009年   | 《完美结局》           | 楚虹         |                             |
| 2010年   | 《神話》               | 玉漱公主     |                             |
| 2010年   | 《新版红楼梦》         | 薛宝钗       |                             |
| 2010年   | 《苦咖啡》             | 沈离         |                             |
| 2011年   | 《水上游击队》         | 丁水妹       |                             |
| 2011年   | 《凰圖騰》             | 繆風燕       |                             |
| 2012年   | 《宫锁珠帘》           | 耿淑婉       |                             |
| 2013年   | 《隋唐演义》           | 蕭美娘       |                             |
| 2013年   | 《画皮之真爱无悔》     | 小唯         |                             |
| 2013年   | 《我要当空姐》         | 玉美美       | 又名:《回到最爱的那一天》   |
| 2013年   | 《像火花像蝴蝶》       | 秀禾         | 客串                        |
| 2013年   | 《婚前协议》           | 初佂         |                             |
| 2015年   | 《同门兄弟》           | 白潇潇       | 又名:《徽骆驼》, 2010年拍攝 |
| 2015年   | 《少年四大名捕》       | 九尾狐       |                             |
| 2015年   | 《你是我的姐妹》       | 安静         |                             |
| 2016年   | 《彭德怀元帅》         | 齐心         | 客串                        |
| 2016年   | 《幻城》               | 少女莲姬     |                             |
| 2016年   | 《美人如玉剑如虹》     | 罗敷         |                             |
| 2016年   | 《飞刀又见飞刀》       | 上官仙(少年) |                             |
| 2017年   | 《太极宗师之太极门》   | 梁思洛       |                             |
| 2017年   | 《通天狄仁杰》         | 慕容云       | 客串                        |
| 2017年   | 《天泪传奇之凤凰无双》 | 高嫣         |                             |
| 2018年   | 《南方有乔木》         | 温笛         |                             |
| 2018年   | 《爱情进化论》         | 何馨         |                             |
| 2018年   | 《原生之罪》           | 吴文萱       | 網絡劇                      |
| 2019年   | 《奔腾年代》           | 廖一梅       |                             |
| 2020年   | 《鬓边不是海棠红》     | 蒋梦萍       | 客串                        |
| 2021年   | 《骊歌行》             | 乔妃         | 客串                        |
| 2021年   | 《刘墉追案》           | 金婉儿       |                             |
| 2022年   | 《请叫我总监》         | 韩伊梦       |                             |
| 2022年   | 《超时空罗曼史》       | 陳沐沐       | 網絡劇                      |
| 2022年   | 《她们的名字》         | 任多美       |                             |
| 2024年   | 《无声恋曲》           | 沈优优       | 2012年拍攝                  |
| 2024年   | 《藏海花》             | 白玛         | 網絡劇                      |
| 2025年   | 《藏海传》             | 六初         |                             |
| 2025年   | 《以法之名》           | 江敏         |                             |
| 待播出   | 《你好，机长先生》     |              | 網絡劇                      |
| 待播出   | 《亦舞之城》           |              |                             |
| 待播出   | 《无可替代》           | 林珑         |                             |

### 电影
| 上映年份 | 电影名                      | 角色       | 备注     |
| 2007年   | 《爱情呼叫转移》            | 周心蕊     |          |
| 2007年   | 《命运呼叫转移》            | 欧阳莉莉   |          |
| 2008年   | 《爱情呼叫转移2：爱情左右》 | 天使       |          |
| 2009年   | 《寻找成龙》                |            | 客串     |
| 2010年   | 《新少林寺》                | 甜儿       |          |
| 2010年   | 《让子弹飞》                | 黛玉晴雯子 |          |
| 2010年   | 《建党伟业》                | 庐隐       | 客串     |
| 2011年   | 《逆战》                    | 愛絲       |          |
| 2011年   | 《隱婚男女》                | 張靜宜     |          |
| 2012年   | 《十二生肖》                | Lily       | 客串     |
| 2013年   | 《救火英雄》                | 楊琳       |          |
| 2014年   | 《一个人的武林》            | 單英       |          |
| 2014年   | 《37次想你》                | 吕雯       |          |
| 2016     | 《谎言大爆炸》              | 李清       |          |
| 2017     | 《决战食神》                | 美優       |          |
| 2018     | 《红海行动》                |            |          |
| 2018     | 《宇宙有爱浪漫同游》        | 宋薇       |          |
| 2018     | 《那些女人》                | 张家大小姐 |          |
| 2019     | 《花椒之味》                |            |          |
| 2021     | 《第一爐香》                | 姨太太     | 友情演出 |

### 綜藝節目
- 2020年：《乘風破浪的姐姐》
- 2020年：《怦然再心動》

### 单曲
- 《希望》（专辑：光荣与梦想 2007英皇群星金曲合辑 精灵世纪片尾曲）
- 《独来独往》（专辑：光荣与梦想 2007英皇群星金曲合辑）
- 《星宿海》（黄鑫专辑：我的另一半2008）
- 《写给你的歌》（电视剧《完美结局》片尾曲）
- 《想赢》（欧泊莱网络短剧《赢爱物语》主题曲）
- 《美丽的神话》（电视剧《神话》片尾曲）
- 《领养星星的孩子》（电视剧《苦咖啡》主题曲）

### MV
- 《梦想一起来》（吴文璟）
- 《就在今天》（2006年梦想中国18强）
- 《我的回忆不是我的》（海鸣威）
- 《星宿海》（白冰 黄鑫）
- 《写给你的歌》（白冰）
- 《因为爱你才离开》（熊汝霖）
- 《爱在你身边》（英皇星艺群星）
- 《红丝带之歌》（群星）
- 《分手了就不要再想起我》（广智）
- 《想赢》（白冰 海鸣威）
- 《穿越》（张萌 王海祥）
- 《美丽的神话》（白冰 胡歌）

## 荣誉
- 2008年亚洲品牌十大新势力代言人奖
- 2008年中国光彩事业基金会美丽专项基金美丽爱心使者
- 2009华鼎奖获得年度新人最佳表现女演员
- 2010年华鼎奖“老百姓最喜爱的影视明星”